# 대래동주
대래동주(帶來洞主)는 《삼국지연의》에만 등장하는 가공 인물로, 대래동주는 이름이 아니라 대래동(帶來洞)의 수장이라는 뜻이고, 맹획(孟獲)의 아내 축융(祝融)의 동생이다.

## 《삼국지연의》에서의 대래동주
225년, 촉나라의 승상 제갈량(諸葛亮)이 쳐들어 왔을때, 목록대왕(木鹿大王)에게 구원을 요청할 것을 제안하였다. 그러나 목록대왕이 제갈량에게 패하여 전사하자, 맹획과 축융(祝融)을 붙잡은 것처럼 위장하여 제갈량에게 접근 하였으나 간파당하고 맹획과 함께 붙잡혔다.
풀려난 후, 맹획에게 오과국의 수장 올돌골(兀突骨)에게 의지할 것을 제안하고, 자신은 타사대왕(朶思大王)과 함께 삼강성을 지켰다. 그러나 올돌골이 토벌당하고, 삼강성도 점령당하자 맹획, 맹우, 축융과 함께 제갈량에게 복종 할 것을 맹세 하였다.